# Melitaea balcanensis
Melitaea balcanensis är en fjärilsart som beskrevs av Curt Eisner 1942. Melitaea balcanensis ingår i släktet Melitaea och familjen praktfjärilar. Inga underarter finns listade i Catalogue of Life.